# نصرت‌الله ممتحن
نصرت‌الله ممتحن زاده ۱۳۰۹ در ارسنجان، رئیس سابق ضد اطلاعات صنایع نظامی، عضو فدراسیون تیراندازی و موفق به کسب سهمیه المپیک در ۱۹۶۴ توکیو می‌باشد. وی همچنین رئیس سابق فدراسیون تیراندازی ایران بود.